# Опарін Андрій Станіславович
Опа́рін Андрі́й Станісла́вович (нар. 27 травня 1968, Саки, СРСР) — радянський та український футболіст, що виступав на позиції півзахисника. Найбільше відомий завдяки виступам у складі сімферопольської «Таврії» та низки інших українських і узбецьких клубів. Переможець першого чемпіонату України з футболу (1992), фіналіст Кубка України (1993/94). Майстер спорту України (1992). Після завершення кар'єри працював тренером. Директор ДЮФК «Таврія».

## Життєпис
Андрій Опарін народився в місті Саки. Першим тренером хлопця був Едуард Тихонов. Наприкінці 80-х років XX сторіччя Опарін виступав за одну з найсильніших аматорських команд Криму «Фрунзенець» (Фрунзе). У 1991 році відгукнувся на пропозицію Анатолія Заяєва та перейшов до складу сімферопольської «Таврії», де одразу ж став ключовим гравцем, провівши у дебютному сезоні 30 матчів та забивши 2 м'ячі.
У першому чемпіонаті незалежної України сімферопольцям вдалося створити сенсацію, перегравши у фінальному матчі київське «Динамо» та здобувши «золото» турніру. В Лізі Чемпіонів «Таврія» спочатку пройшла ірландський «Шелбурн» (0:0, 2:1), а у наступному раунді поступилася за сумою двох матчів швейцарському «Сьйону» (1:3, 1:4). Опарін з'являвся на полі в усіх чотирьох поєдинках. Наступним значним успіхом у складі «Таврії» стала участь у фіналі розіграшу Кубка України 1993/94, в якому сімферопольці поступилися у серії післяматчевих пенальті одеському «Чорноморцю» (Опарін свій одинадцятиметровий удар реалізував).
У 2001 році Андрій Опарін залишив «Таврію», встановивши на той час рекорд за кількістю матчів, проведених у чемпіонатах України — 263 гри. Загалом же у футболці сімферопольського клубу він провів 336 поєдинків та відзначився 26 забитими м'ячами.
Починаючи з сезону 2002/03 Опарін виступав за новостворений ПФК «Севастополь», був капітаном команди. За півтора сезони провів у складі севастопольців 33 поєдинки та 4 рази розписався у воротах суперника. Завершив професійну кар'єру в складі узбецького «Кизилкума», після чого повернувся на Батьківщину.
Працював тренером у «Титані» з Армянська. У 2005 році входив до тренерського штабу Олександра Гайдаша в ялтинському «Ялосі», у 2006–2007 співпрацював з ним же в «Кримтеплиці», а згодом допомагав Гайдашу й у калінінському «Феніксі-Іллічовці». З 2009 року — граючий тренер аматорського клубу «Форос» (Ялта), разом з яким Опарін здобув перемогу в Кубку Криму. Згодом очолював любительський колектив «Скіф» (Новопавлівка). З червня 2012 року — тренер-селекціонер «Таврії». У березні 2013 року очолив дитячо-юнацьку школу «Таврії».
Опарін закінчив факультет фізичного виховання та спорту Сімферопольського державного університету. Одружений, має сина Петра (1991 р.н.), що також пов'язав свою долю з футболом (виступав за юнацьку збірну України (U-17)).

## Досягнення
Командні трофеї
- Чемпіон України (1): 1992
- Фіналіст Кубка України (1): 1993/94

Особисті здобутки
- Майстер спорту України (1992)